# Wunderwäldchen
Das Wunderwäldchen ist ein als Naturschutzgebiet ausgewiesenes Feldgehölz im Kreis Olpe in Nordrhein-Westfalen. Es liegt südlich der Lenne im Grenzbereich der beiden Städte Attendorn und Lennestadt. Die nächsten Ortslagen sind Röllecken (Attendorn) im Westen und Grevenbrück (Lennestadt) im Osten.

## Bedeutung

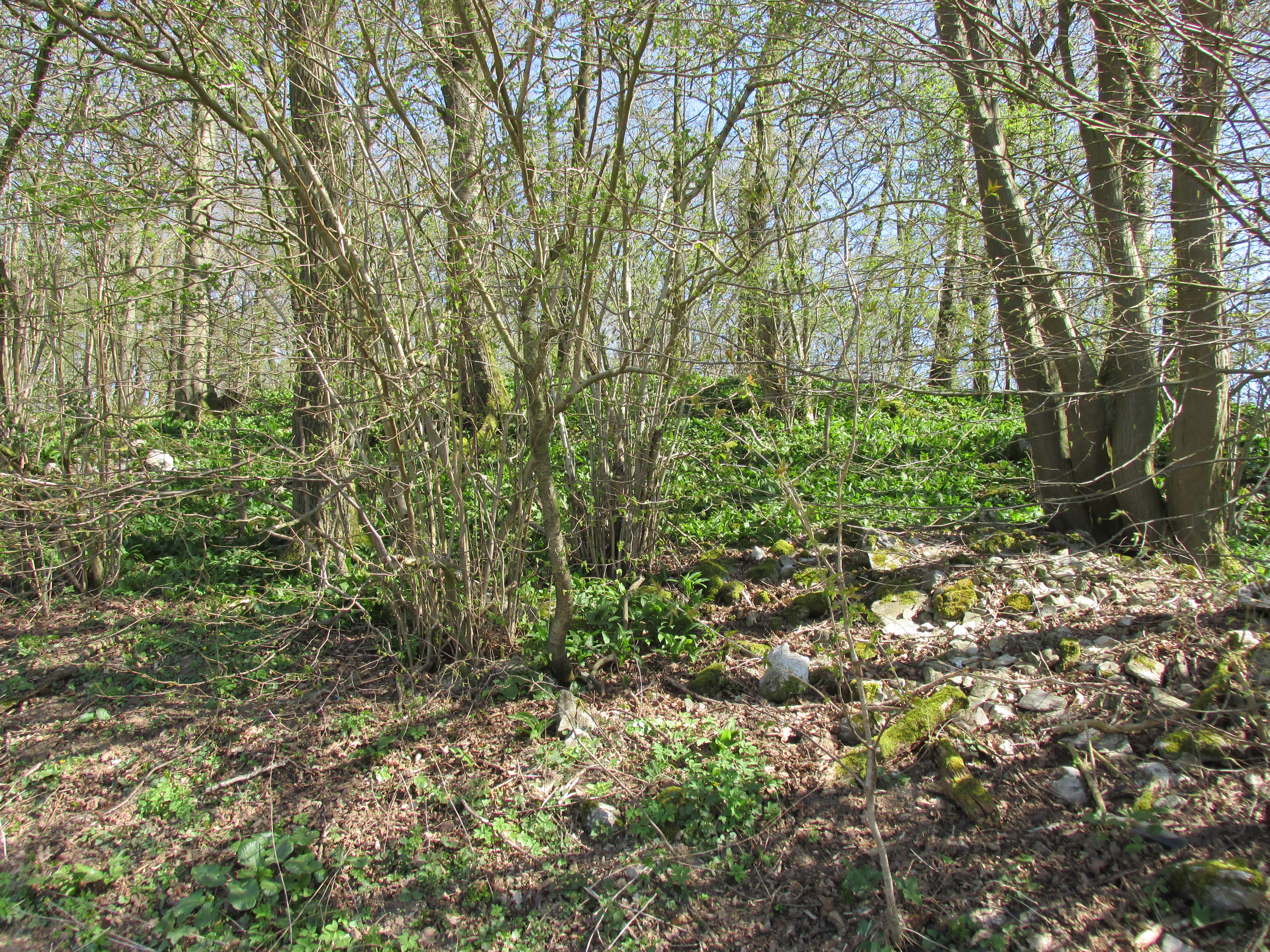
Frühlingsvegetation im Wunderwäldchen

Das insgesamt 0,73 Hektar große Buchen-Eichenwäldchen stockt auf Carbonatverwitterungsboden und weist eine artenreiche Waldflora auf. Besonders schützenswert sind Einzelvorkommen der gewöhnlichen Haselwurz.
Seit dem Jahr 1981 steht das Wunderwäldchen unter Naturschutz. Ausgewiesen sind zwei nur durch die Gemeindegrenze voneinander getrennte Naturschutzgebiete:
- Der nördliche Gebietsteil in Attendorn wird als Wunderwäldchen (LP) unter der Kennung NSG OE-041 geführt und ist rund 0,4 ha groß.
- Der südliche Gebietsteil in Lennestadt wird als Wunderwäldchen (VO) unter der Kennung NSG OE-014 geführt und ist rund 0,3 ha groß.